# Кубок Англії з футболу 2001—2002
Кубок Англії з футболу 2001—2002 — 121-й розіграш найстарішого футбольного турніру у світі, Кубка виклику Футбольної Асоціації, також відомого як Кубок Англії.

## Кваліфікаційні раунди
Усі клуби, що беруть участь у змаганнях, але не грають Прем'єр-лізі або в Чемпіоншипі повинні пройти кваліфікаційні раунди.

## Перший раунд
На цій стадії турніру починають грати клуби з Першої та Другої ліг.
| Дата                      | Господарі                    | Рахунок        | Гості                      | Глядачі |
| ------------------------- | ---------------------------- | -------------- | -------------------------- | ------- |
| 16 листопада              | Хейз (5)                     | 3:4            | Вікем Вондерерз (3)        | 3 475   |
| 17 листопада              | Брентфорд (3)                | 1:0            | Моркам (5)                 | 4 026   |
| 17 листопада              | Борнмут (3)                  | 3:0            | Ворксоп Таун (6)           | 4 414   |
| 17 листопада              | Брайтон енд Гоув Альбіон (3) | 1:0            | Шрусбері Таун (4)          | 5 450   |
| 17 листопада              | Маклсфілд Таун (4)           | 2:2            | Форест Грін Роверс (5)     | 1 520   |
| 28 листопада Перегравання | Форест Грін Роверс (5)       | 1:1 пен. 10:11 | Маклсфілд Таун (4)         | 1 714   |
| 17 листопада              | Нортвіч Вікторія (5)         | 2:5            | Галл Сіті (4)              | 2 285   |
| 17 листопада              | Свіндон Таун (3)             | 3:1            | Гартліпул Юнайтед (4)      | 4 766   |
| 17 листопада              | Гаддерсфілд Таун (3)         | 2:1            | Грейвсенд енд Нортфліт (6) | 6 112   |
| 17 листопада              | Бедфорд Таун (6)             | 0:0            | Пітерборо Юнайтед (3)      | 2 626   |
| 27 листопада Перегравання | Пітерборо Юнайтед (3)        | 2:1            | Бедфорд Таун (6)           | 5 751   |
| 17 листопада              | Олдем Атлетік (3)            | 1:1            | Барроу (6)                 | 5 795   |
| 27 листопада Перегравання | Барроу (6)                   | 0:1            | Олдем Атлетік (3)          | 4 368   |
| 17 листопада              | Порт Вейл (3)                | 3:0            | Ейлсбері Юнайтед (7)       | 4 956   |
| 17 листопада              | Дагенем енд Ребридж (5)      | 1:0            | Саутпорт (5)               | 1 736   |
| 17 листопада              | Вустер Сіті (6)              | 0:1            | Рашден енд Даймондс (4)    | 3 313   |
| 17 листопада              | Грейс Атлетік (6)            | 1:2            | Гінклі Юнайтед (6)         | 1 133   |
| 17 листопада              | Транмер Роверз (3)           | 4:1            | Бріг Таун (8)              | 7 693   |
| 17 листопада              | Галіфакс Таун (4)            | 2:1            | Фарнборо (5)               | 1 914   |
| 17 листопада              | Редінг (3)                   | 1:0            | Веллінг Юнайтед (6)        | 5 338   |
| 17 листопада              | Барнет (5)                   | 0:0            | Карлайл Юнайтед (4)        | 2 277   |
| 27 листопада Перегравання | Карлайл Юнайтед (4)          | 1:0            | Барнет (5)                 | 1 470   |
| 17 листопада              | Олтрінгем (6)                | 1:1            | Ланкастер Сіті (6)         | 2 076   |
| 27 листопада Перегравання | Ланкастер Сіті (6)           | 1:4            | Олтрінгем (6)              | 1 934   |
| 17 листопада              | Олдершот Таун (6)            | 0:0            | Бристоль Роверз (3)        | 5 059   |
| 27 листопада Перегравання | Бристоль Роверз (3)          | 1:0            | Олдершот Таун (6)          | 4 848   |
| 17 листопада              | Вітбі Таун (6)               | 1:1            | Плімут Аргайл (4)          | 2 202   |
| 27 листопада Перегравання | Плімут Аргайл (4)            | 3:2            | Вітбі Таун (6)             | 5 914   |
| 17 листопада              | Кіддермінстер Гарріерз (4)   | 0:1            | Дарлінгтон (4)             | 2 471   |
| 17 листопада              | Стейлібрідж Селтік (5)       | 0:3            | Честерфілд (3)             | 3 503   |
| 17 листопада              | Блекпул (3)                  | 2:2            | Ньюпорт Каунті (6)         | 5 005   |
| 28 листопада Перегравання | Ньюпорт Каунті (6)           | 1:4            | Блекпул (3)                | 3 721   |
| 17 листопада              | Саутенд Юнайтед (4)          | 3:2            | Лутон Таун (4)             | 6 526   |
| 17 листопада              | Віган Атлетік (3)            | 0:1            | Кенві Айленд (6)           | 3 671   |
| 17 листопада              | Менсфілд Таун (3)            | 1:0            | Оксфорд Юнайтед (6)        | 4 201   |
| 17 листопада              | Торкі Юнайтед (4)            | 1:2            | Нортгемптон Таун (3)       | 2 241   |
| 17 листопада              | Донкастер Роверз (5)         | 2:3            | Сканторп Юнайтед (4)       | 6 222   |
| 17 листопада              | Кембридж Юнайтед (3)         | 1:1            | Ноттс Каунті (3)           | 3 061   |
| 27 листопада Перегравання | Ноттс Каунті (3)             | 2:0            | Кембридж Юнайтед (3)       | 2 661   |
| 17 листопада              | Тамворт (6)                  | 1:1            | Рочдейл (4)                | 3 119   |
| 27 листопада Перегравання | Рочдейл (4)                  | 1:0            | Тамворт (6)                | 2 709   |
| 17 листопада              | Колчестер Юнайтед (3)        | 0:0            | Йорк Сіті (4)              | 3 350   |
| 27 листопада Перегравання | Йорк Сіті (4)                | 2:2 пен. 3:2   | Колчестер Юнайтед (3)      | 2 014   |
| 17 листопада              | Кеттерінг Таун (6)           | 1:6            | Челтенгем Таун (4)         | 2 942   |
| 17 листопада              | Тайвертон Таун (6)           | 1:3            | Кардіфф Сіті (3)           | 6 638   |
| 17 листопада              | Ексетер Сіті (4)             | 3:0            | Кембридж Сіті (6)          | 2 849   |
| 17 листопада              | Бристоль Сіті (3)            | 0:1            | Лейтон Орієнт (4)          | 6 343   |
| 17 листопада              | Лінкольн Сіті (4)            | 1:1            | Бері (3)                   | 2 925   |
| 27 листопада Перегравання | Бері (3)                     | 1:1 пен. 2:3   | Лінкольн Сіті (4)          | 2 194   |
| 18 листопада              | Герефорд Юнайтед (5)         | 1:0            | Рексем (3)                 | 4 107   |
| 18 листопада              | Сток Сіті (3)                | 2:0            | Льюїс (8)                  | 7 081   |
| 18 листопада              | Свонсі Сіті (4)              | 4:0            | Квінз Парк Рейнджерс (3)   | 4 784   |

## Другий раунд
До другого раунду увійшли переможці першого раунду.
| Дата                   | Господарі                    | Рахунок | Гості                   | Глядачі |
| ---------------------- | ---------------------------- | ------- | ----------------------- | ------- |
| 8 грудня               | Лейтон Орієнт (4)            | 2:1     | Лінкольн Сіті (4)       | 4 195   |
| 8 грудня               | Сканторп Юнайтед (4)         | 3:2     | Брентфорд (3)           | 3 457   |
| 8 грудня               | Плімут Аргайл (4)            | 1:1     | Бристоль Роверз (3)     | 6 141   |
| 18 грудня Перегравання | Бристоль Роверз (3)          | 3:2     | Плімут Аргайл (4)       | 5 763   |
| 8 грудня               | Транмер Роверз (3)           | 6:1     | Карлайл Юнайтед (4)     | 7 428   |
| 8 грудня               | Вікем Вондерерз (3)          | 3:0     | Ноттс Каунті (3)        | 4 725   |
| 8 грудня               | Йорк Сіті (4)                | 2:0     | Редінг (3)              | 3 161   |
| 8 грудня               | Ексетер Сіті (4)             | 0:0     | Дагенем енд Ребридж (5) | 4 082   |
| 19 грудня Перегравання | Дагенем енд Ребридж (5)      | 3:0     | Ексетер Сіті (4)        | 2 660   |
| 8 грудня               | Пітерборо Юнайтед (3)        | 1:0     | Борнмут (3)             | 4 773   |
| 8 грудня               | Свіндон Таун (3)             | 3:2     | Герефорд Юнайтед (5)    | 7 699   |
| 8 грудня               | Олтрінгем (6)                | 1:2     | Дарлінгтон (4)          | 3 302   |
| 8 грудня               | Гінклі Юнайтед (6)           | 0:2     | Челтенгем Таун (4)      | 2 661   |
| 8 грудня               | Менсфілд Таун (3)            | 4:0     | Гаддерсфілд Таун (3)    | 6 836   |
| 8 грудня               | Честерфілд (3)               | 1:1     | Саутенд Юнайтед (4)     | 4 522   |
| 18 грудня Перегравання | Саутенд Юнайтед (4)          | 2:0     | Честерфілд (3)          | 5 518   |
| 8 грудня               | Галл Сіті (4)                | 2:3     | Олдем Атлетік (3)       | 9 422   |
| 8 грудня               | Кардіфф Сіті (3)             | 3:0     | Порт Вейл (3)           | 9 650   |
| 8 грудня               | Блекпул (3)                  | 2:0     | Рочдейл (4)             | 5 191   |
| 8 грудня               | Маклсфілд Таун (4)           | 4:1     | Свонсі Сіті (4)         | 2 025   |
| 8 грудня               | Брайтон енд Гоув Альбіон (3) | 2:1     | Рашден енд Даймондс (4) | 5 647   |
| 8 грудня               | Галіфакс Таун (4)            | 1:1     | Сток Сіті (3)           | 3 335   |
| 12 грудня Перегравання | Сток Сіті (3)                | 3:0     | Галіфакс Таун (4)       | 4 356   |
| 9 грудня               | Кенві Айленд (6)             | 1:0     | Нортгемптон Таун (3)    | 3 000   |

## Третій раунд
Переможці другого раунду зіграли з усіма командами з Прем'єр-ліги та Чемпіоншипу.
| Дата                  | Господарі                    | Рахунок | Гості                    | Глядачі |
| --------------------- | ---------------------------- | ------- | ------------------------ | ------- |
| 5 січня               | Вотфорд (2)                  | 2:4     | Арсенал                  | 20 105  |
| 5 січня               | Манчестер Сіті               | 2:0     | Свіндон Таун (3)         | 21 581  |
| 5 січня               | Сток Сіті (3)                | 0:1     | Евертон                  | 28 218  |
| 5 січня               | Чарльтон Атлетик             | 2:1     | Блекпул (3)              | 17 525  |
| 5 січня               | Шеффілд Юнайтед (2)          | 1:0     | Ноттінгем Форест (2)     | 14 696  |
| 5 січня               | Лестер Сіті                  | 2:1     | Менсфілд Таун (3)        | 14 466  |
| 5 січня               | Грімсбі Таун (2)             | 0:0     | Йорк Сіті (4)            | 5 052   |
| 15 січня Перегравання | Йорк Сіті (4)                | 1:0     | Грімсбі Таун (2)         | 6 638   |
| 5 січня               | Бернлі (2)                   | 4:1     | Кенві Айленд (6)         | 11 496  |
| 5 січня               | Міллволл (2)                 | 2:1     | Сканторп Юнайтед (4)     | 9 244   |
| 5 січня               | Норвіч Сіті (2)              | 0:0     | Челсі                    | 21 017  |
| 16 січня Перегравання | Челсі                        | 4:0     | Норвіч Сіті (2)          | 24 231  |
| 5 січня               | Дагенем енд Ребридж (5)      | 1:4     | Іпсвіч Таун              | 5 949   |
| 5 січня               | Портсмут (2)                 | 1:4     | Лейтон Орієнт (4)        | 12 936  |
| 5 січня               | Ліверпуль                    | 3:0     | Бірмінгем Сіті (2)       | 40 875  |
| 5 січня               | Барнслі (2)                  | 1:1     | Блекберн Роверз          | 12 314  |
| 16 січня Перегравання | Блекберн Роверз              | 3:1     | Барнслі (2)              | 10 203  |
| 5 січня               | Сандерленд                   | 1:2     | Вест Бромвіч Альбіон (2) | 29 133  |
| 5 січня               | Ньюкасл Юнайтед              | 2:0     | Крістал Пелес (2)        | 38 089  |
| 5 січня               | Вулвергемптон Вондерерз (2)  | 0:1     | Джиллінгем (2)           | 15 271  |
| 6 січня               | Челтенгем Таун (4)           | 2:1     | Олдем Атлетік (3)        | 5 801   |
| 6 січня               | Дербі Каунті                 | 1:3     | Бристоль Роверз (3)      | 18 549  |
| 6 січня               | Маклсфілд Таун (4)           | 0:3     | Вест Гем Юнайтед         | 5 706   |
| 6 січня               | Кардіфф Сіті (3)             | 2:1     | Лідс Юнайтед             | 22 009  |
| 6 січня               | Астон Вілла                  | 2:3     | Манчестер Юнайтед        | 38 444  |
| 8 січня               | Саутенд Юнайтед (4)          | 1:3     | Транмер Роверз (3)       | 8 164   |
| 8 січня               | Вімблдон (2)                 | 0:0     | Мідлсбро                 | 6 885   |
| 15 січня Перегравання | Мідлсбро                     | 2:0     | Вімблдон (2)             | 9 687   |
| 8 січня               | Волсолл (2)                  | 2:0     | Бредфорд Сіті (2)        | 4 509   |
| 8 січня               | Вікем Вондерерз (3)          | 2:2     | Фулгем                   | 9 921   |
| 15 січня Перегравання | Фулгем                       | 1:0     | Вікем Вондерерз (3)      | 11 894  |
| 15 січня              | Брайтон енд Гоув Альбіон (3) | 0:2     | Престон Норт-Енд (2)     | 6 548   |
| 15 січня              | Кру Александра (2)           | 2:1     | Шеффілд Венсдей (2)      | 6 271   |
| 15 січня              | Дарлінгтон (4)               | 2:2     | Пітерборо Юнайтед (3)    | 6 832   |
| 21 січня Перегравання | Пітерборо Юнайтед (3)        | 2:0     | Дарлінгтон (4)           | 10 892  |
| 16 січня              | Ковентрі Сіті (2)            | 0:2     | Тоттенгем Готспур        | 20 758  |
| 16 січня              | Ротергем Юнайтед (2)         | 2:1     | Саутгемптон              | 8 464   |
| 16 січня              | Стокпорт Каунті (2)          | 1:4     | Болтон Вондерерз         | 5 821   |

## Четвертий раунд
У цьому раунді зіграли переможці попереднього етапу.
| Дата                  | Господарі                | Рахунок | Гості               | Глядачі |
| --------------------- | ------------------------ | ------- | ------------------- | ------- |
| 26 січня              | Престон Норт-Енд (2)     | 2:1     | Шеффілд Юнайтед (2) | 13 068  |
| 26 січня              | Чарльтон Атлетик         | 1:2     | Волсолл (2)         | 18 573  |
| 26 січня              | Евертон                  | 4:1     | Лейтон Орієнт (4)   | 35 851  |
| 26 січня              | Йорк Сіті (4)            | 0:2     | Фулгем              | 7 563   |
| 26 січня              | Міллволл (2)             | 0:1     | Блекберн Роверз     | 15 004  |
| 26 січня              | Челсі                    | 1:1     | Вест Гем Юнайтед    | 33 443  |
| 6 лютого Перегравання | Вест Гем Юнайтед         | 2:3     | Челсі               | 27 272  |
| 26 січня              | Ротергем Юнайтед (2)     | 2:4     | Кру Александра (2)  | 8 477   |
| 26 січня              | Вест Бромвіч Альбіон (2) | 1:0     | Лестер Сіті         | 26 820  |
| 26 січня              | Мідлсбро                 | 2:0     | Манчестер Юнайтед   | 17 624  |
| 27 січня              | Арсенал                  | 1:0     | Ліверпуль           | 38 092  |
| 27 січня              | Челтенгем Таун (4)       | 2:1     | Бернлі (2)          | 7 300   |
| 27 січня              | Пітерборо Юнайтед (3)    | 2:4     | Ньюкасл Юнайтед     | 13 841  |
| 27 січня              | Іпсвіч Таун              | 1:4     | Манчестер Сіті      | 21 119  |
| 27 січня              | Транмер Роверз (3)       | 3:1     | Кардіфф Сіті (3)    | 9 942   |
| 5 лютого              | Тоттенгем Готспур        | 4:0     | Болтон Вондерерз    | 27 093  |
| 5 лютого              | Джиллінгем (2)           | 1:0     | Бристоль Роверз (3) | 9 772   |

## П'ятий раунд
На цьому етапі зіграли переможці попереднього раунду.
| Дата                   | Господарі                | Рахунок | Гості                | Глядачі |
| ---------------------- | ------------------------ | ------- | -------------------- | ------- |
| 16 лютого              | Арсенал                  | 5:2     | Джиллінгем (2)       | 38 003  |
| 16 лютого              | Мідлсбро                 | 1:0     | Блекберн Роверз      | 20 921  |
| 16 лютого              | Волсолл (2)              | 1:2     | Фулгем               | 8 766   |
| 16 лютого              | Вест Бромвіч Альбіон (2) | 1:0     | Челтенгем Таун (4)   | 27 179  |
| 17 лютого              | Ньюкасл Юнайтед          | 1:0     | Манчестер Сіті       | 51 020  |
| 17 лютого              | Челсі                    | 3:1     | Престон Норт-Енд (2) | 28 133  |
| 17 лютого              | Тоттенгем Готспур        | 4:0     | Транмер Роверз (3)   | 30 696  |
| 17 лютого              | Евертон                  | 0:0     | Кру Александра (2)   | 29 399  |
| 26 лютого Перегравання | Кру Александра (2)       | 1:2     | Евертон              | 10 073  |

## Шостий раунд
На цьому етапі зіграли переможці попереднього раунду.
| Дата                    | Господарі                | Рахунок | Гості           | Глядачі |
| ----------------------- | ------------------------ | ------- | --------------- | ------- |
| 9 березня               | Ньюкасл Юнайтед          | 1:1     | Арсенал         | 51 027  |
| 26 березня Перегравання | Арсенал                  | 3:0     | Ньюкасл Юнайтед | 38 073  |
| 10 березня              | Вест Бромвіч Альбіон (2) | 0:1     | Фулгем          | 24 811  |
| 10 березня              | Тоттенгем Готспур        | 0:4     | Челсі           | 32 896  |
| 10 березня              | Мідлсбро                 | 3:0     | Евертон         | 26 950  |

## Півфінали
У півфіналах зіграли команди, що перемогли на попередньому етапі.
| Дата      | Господарі | Рахунок | Гості   | Глядачі |
| --------- | --------- | ------- | ------- | ------- |
| 14 квітня | Челсі     | 3:0     | Фулгем  | 36 147  |
| 14 квітня | Мідлсбро  | 0:1     | Арсенал | 61 168  |

## Фінал
| 4 травня 2002 |

| Арсенал               | 2:0      | Челсі |
| --------------------- | -------- | ----- |
| Парлор 70' Юнберг 80' | Протокол |       |

| Мілленіум, Кардіфф Глядачів: 73 965 Арбітр: Майк Райлі |